# Shahed 131
Shahed 131 – irański uderzeniowy bezzałogowy statek powietrzny o charakterze amunicji krążącej produkowany przez koncern HESA. Używany także przez Rosję pod nazwą Gierań-1.

## Historia
Historia rozwoju systemu oficjalnie nie została przez Iran ujawniona. Bezzałogowce odpowiadające konstrukcją Shahedowi 131 zostały po raz pierwszy zademonstrowane w maju 2014 roku na wystawie prezentującej uzbrojenie Korpusu Strażników Rewolucji Islamskiej. Według opracowań, prawdopodobnie korzenie Shaheda sięgają skonstruowanego w latach 80. XX wieku w Republice Południowej Afryki przez Kentron bezzałogowca ARD-10 Lark, który nie został przyjęty na uzbrojenie, lecz jego dokumentacja techniczna w 2004 lub 2005 roku została z nieznanego źródła sprzedana Irańskiej Organizacji Przemysłu Lotniczego, która przekazała ją irańskiemu centrum badawczemu Shahed Aviation Industries Research Center (SAIRC).
Shahed 131 wszedł na służbę w Iranie prawdopodobnie w 2019 r. Prawdopodobnie był konstrukcją poprzedzającą podobny konstrukcyjnie większy dron Shahed 136. Jesienią 2022 r. drony zostały dostarczone armii rosyjskiej, która użyła ich podczas agresji na Ukrainę. Maszynom nadano rosyjskie oznaczenie Gieran′-1 (pol. geranium). Używano ich przynajmniej od października 2022 roku, ale  w stosunkowo małej liczbie, mniejszej niż Shahed 136 (Gieran′-2). Zimą przede wszystkim były używane do ataków na infrastrukturę energetyczną Ukrainy.

## Opis konstrukcji
Shahed 131 jest konstrukcyjnie bardzo zbliżony do większego drona Shahed 136. Duża część komponentów (zarówno mechanicznych, jak i elektronicznych) wykorzystanych do jego budowy jest z nim unifikowana. Dron napędzany jest przez silnik Wankla Serat-1, o pojemności 208 cm³ i mocy 39 KM. Silnik ten jest kopią chińskiego silnika MDR-208, produkowanego przez Beijing Micropilot UAV Control System Ltd. Zaletą w porównaniu z Shahedem 136 jest znacznie cichszy silnik. Shahed 131 jest statkiem powietrznym zbudowanym w układzie delta, jego długość wynosi 2,6 m, a rozpiętość skrzydeł 2,2 m. Na końcach skrzydeł znajdują się nieruchome stateczniki – wizualnie od Shaheda 136 odróżniają go stateczniki wystające tylko ponad skrzydła, a nie ponad i w dół. Dron posiada bardzo prymitywny system naprowadzania, oparty na cywilnym systemie GPS/GLONASS. Shahed 131 może być wyposażony w głowicę bojową o maksymalnej masie 15 kg. 